# إل سغوندو
مدينة إل سغوندو (بالإنجليزية: El Segundo) مدينة بمقاطعة لوس أنجلوس بولاية كاليفورنيا تقع على خليج سانتا مونيكا. شيدت عام 1917 ويبلغ عدد سكانها 16033 نسمة حسب تعداد عام 2000.
اعطي إل سغوندو لقب مدينة في 18 يناير 1917.

## التركيبة السكانية
حدّد مكتب تعداد الولايات المتحدة بيانات التركيبة السكانية لإل سغوندو في تعداد الولايات المتحدة. في ما يلي، التركيبة السكانية حسب تعدادي 2000 و2010.

### تعداد عام 2000
بلغ عدد سكان إل سغوندو 16,033 نسمة بحسب تعداد عام 2000، وبلغ عدد الأسر 7,060 أسرة وعدد العائلات 3,908 عائلة مقيمة في المدينة. في حين سجلت الكثافة السكانية 568.9 نسمة لكل كيلومتر مربع (1,473.4/ميل2). وبلغ عدد الوحدات السكنية 7,261 وحدة بمتوسط كثافة قدره 257.7 لكل كيلومتر مربع (667.4/ميل2).
وتوزع التركيب العرقي للمدينة بنسبة 83.61% من البيض و1.17% من الأمريكيين الأفارقة و0.47% من الأمريكيين الأصليين و6.41% من الأمريكيين ذوي الأصول الآسيوية و0.29% من سكان جزر المحيط الهادئ و3.51% من الأعراق الأخرى و4.55% من عرقين مختلطين أو أكثر و11.01% من الهسبانيون أو اللاتينيون من أي عرق.
بلغ عدد الأسر 7,060 أسرة كانت نسبة 29.8% منها لديها أطفال تحت سن الثامنة عشر تعيش معهم، وبلغت نسبة الأزواج القاطنين مع بعضهم البعض 41.5% من أصل المجموع الكلي للأسر، ونسبة 10% من الأسر كان لديها معيلات من الإناث دون وجود شريك، بينما كانت نسبة 3.8% من الأسر لديها معيلون من الذكور دون وجود شريكة وكانت نسبة 44.6% من غير العائلات. تألفت نسبة 34.3% من أصل جميع الأسر من عدة أفراد يعيشون في نفس المنزل ونسبة 7.5% كانت تتألف من شخص يعيش بمفرده يبلغ من العمر 65 عاماً أو أكثر. وبلغ متوسط حجم الأسرة المعيشية 2.27، أما متوسط حجم العائلات فبلغ 3.00.
بلغ العمر الوسطي للسكان 36.4 عاماً. وكانت نسبة 22.7% من القاطنين تحت سن الثامنة عشر، وكانت نسبة 6.2% بين الثامنة عشر والرابعة والعشرين عاماً، ونسبة 38.6% كانت واقعةً في الفئة العمرية ما بين الخامسة والعشرين والرابعة والأربعين عاماً، ونسبة 22.8% كانت ما بين الخامسة والأربعين والرابعة والستين، ونسبة 9.5% كانت ضمن فئة الخامسة والستين عاماً فما فوق. يوجد لكل 100 أنثى 98.8 ذكر، ويوجد لكل 100 أنثى في الثامنة عشر من عمرها فما فوق 96.1 ذكر.
بلغ متوسط دخل الأسرة في المدينة 61,341 دولارًا، أما متوسط دخل العائلة فبلغ 74,007 دولارًا. وكان متوسط دخل الذكور 52,486 دولارًا مقابل 41,682 دولارًا للإناث. وسجل دخل الفرد الخاص بالمدينة 33,996 دولارًا. وكانت نسبة 3.1% من العائلات ونسبة 4.6% من السكان تحت خط الفقر، وكان من هؤلاء نسبة 4.9% تحت سن الثامنة عشر ونسبة 6% في الخامسة والستين من العمر وما فوق.

### تعداد عام 2010
بلغ عدد سكان إل سغوندو 16,654 نسمة بحسب تعداد عام 2010، وبلغ عدد الأسر 7,085 أسرة وعدد العائلات 4,105 عائلة مقيمة في المدينة. في حين سجلت الكثافة السكانية 591 نسمة لكل كيلومتر مربع (1,530.7/ميل2). وبلغ عدد الوحدات السكنية 7,410 وحدة بمتوسط كثافة قدره 263 لكل كيلومتر مربع (681.2/ميل2).
وتوزع التركيب العرقي للمدينة بنسبة 78.04% من البيض و2.02% من الأمريكيين الأفارقة و0.41% من الأمريكيين الأصليين و8.75% من الأمريكيين ذوي الأصول الآسيوية و0.23% من سكان جزر المحيط الهادئ و4.80% من الأعراق الأخرى و5.75% من عرقين مختلطين أو أكثر و15.67% من الهسبانيون أو اللاتينيون من أي عرق.
بلغ عدد الأسر 7,085 أسرة كانت نسبة 30.8% منها لديها أطفال تحت سن الثامنة عشر تعيش معهم، وبلغت نسبة الأزواج القاطنين مع بعضهم البعض 43% من أصل المجموع الكلي للأسر، ونسبة 10.3% من الأسر كان لديها معيلات من الإناث دون وجود شريك، بينما كانت نسبة 4.6% من الأسر لديها معيلون من الذكور دون وجود شريكة وكانت نسبة 42.1% من غير العائلات. تألفت نسبة 31.8% من أصل جميع الأسر من عدة أفراد يعيشون في نفس المنزل ونسبة 8% كانت تتألف من شخص يعيش بمفرده يبلغ من العمر 65 عاماً أو أكثر. وبلغ متوسط حجم الأسرة المعيشية 2.34، أما متوسط حجم العائلات فبلغ 3.02.
بلغ العمر الوسطي للسكان 39.2 عاماً. وكانت نسبة 22.3% من القاطنين تحت سن الثامنة عشر، وكانت نسبة 6.7% بين الثامنة عشر والرابعة والعشرين عاماً، ونسبة 31.1% كانت واقعةً في الفئة العمرية ما بين الخامسة والعشرين والرابعة والأربعين عاماً، ونسبة 29.8% كانت ما بين الخامسة والأربعين والرابعة والستين، ونسبة 10.1% كانت ضمن فئة الخامسة والستين عاماً فما فوق. وتوزع التركيب الجنسي للسكان بنسبة 49.9% ذكور و50.1% إناث.

## أعلام
- كريستوفر جونسن مكندلز